# Missicab
Missicab är en ort i Mexiko.   Den ligger i kommunen Balancán och delstaten Tabasco, i den sydöstra delen av landet, 800 km öster om huvudstaden Mexico City. Missicab ligger 33 meter över havet och antalet invånare är 871.
Terrängen runt Missicab är platt, och sluttar söderut. Runt Missicab är det glesbefolkat, med 20 invånare per kvadratkilometer. Närmaste större samhälle är Balancán de Domínguez, 17,0 km väster om Missicab. Omgivningarna runt Missicab är en mosaik av jordbruksmark och naturlig växtlighet.